# کوتینگال، نیو ساوت ولز

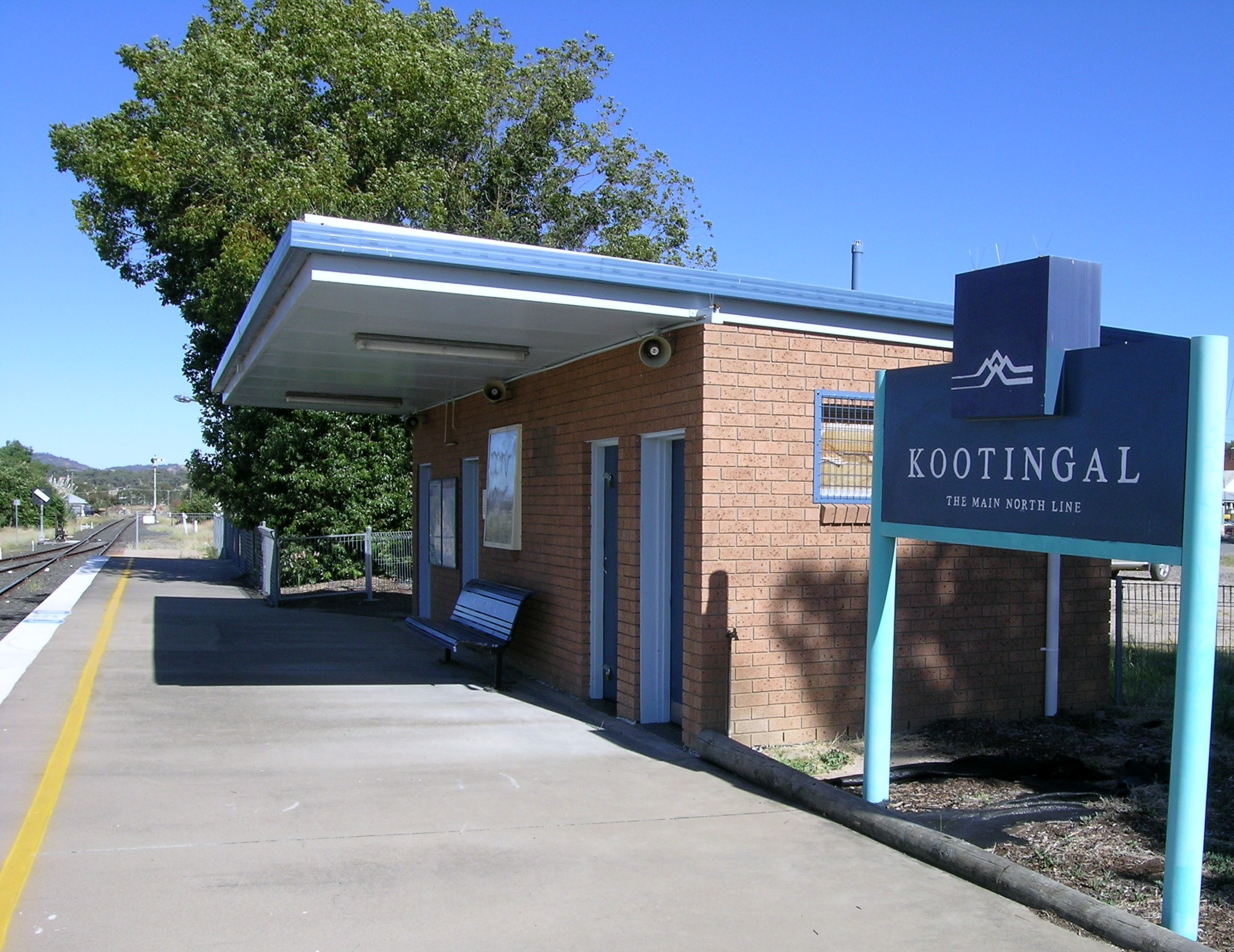
کوتینگال، نیو ساوت ولز

کوتینگال (به انگلیسی: Kootingal) یک شهرک در استرالیا است که در نیو ساوت ولز واقع شده‌است.